# ICIS (Unternehmen)
ICIS ist ein Preis-Informationsdienst für den Handel mit chemischen Produkten und Energie. Unter der Dachmarke ICIS werden Dienstleistungen und Produkte von Reed Business Information im Bereich Petrochemie, Düngemittel und Energie zusammengefasst. Im Energiebereich ist auch die frühere Marke ICIS Heren bekannt. Der Mutterkonzern RELX hat seinen Hauptsitz in London. Im deutschsprachigen Raum hat ICIS einen bedeutenden Bürostandort in Karlsruhe.

## Unternehmensgeschichte
ICIS wurde 1980 durch Humphrey Hinshelwood (1929–2001) in Paris als Independent Chemical Information Service (ICIS) gegründet und fusionierte 1984 mit dem London Oil Reports (LOR). Kurzzeitig stand ICIS später für Independent Commodity Information Services, die fusionierte Firma wurde ICIS-LOR abgekürzt.
1994 erwarb Reed Elsevier ICIS-LOR, und gliederte das Unternehmen in die Sparte Reed Business Information (RBI) ein, zu der neben ICIS u. a. Accuity, XpertHR und Reed Construction Data gehören (Stand 2013). Der Geschäftsbereich RBI erzielte im Geschäftsjahr 2013 einen Umsatz von 547 Mio. GBP und einen Gewinn von 107 Mio. GBP.
Nach Unternehmensangaben (Stand 2011) resultierte 98 % des Umsatzes von ICIS aus Subskriptionen, die wertmäßig zu 90 % online ausgeliefert wurden, d. h. über das Web, E-Mail, Daten-Feed oder SMS. ICIS hatte 8.500 Kunden, wobei die größten Verträge einen jährlichen Umsatz von mehr als 1 Mio. USD einbrachten.
Im Energiemarkt konnte ICIS durch den Erwerb des Unternehmens 'Heren Energy Ltd' im Jahr 2008 ein wichtiges Standbein bilden. Mit Heren konnte ICIS im Bereich des Erdgashandels führende Preisstandards in europäischen Märkten setzen. Durch die darauf folgende Übernahme des Karlsruher Start-ups 'Tschach Solutions GmbH' im Jahr 2013 stieg ICIS im Segment des CO2-Emissionshandels zu einem Marktführer auf und begleitet nunmehr weltweite politische Entwicklungen der CO2-Bepreisung. Seit der Übernahme betreibt ICIS größere Marktpreis-Prognosemodelle und Datenbanken im Energiesektor mit Spezialisierung auf die Bereiche Strom-, Erdgas-, LNG- und CO2-Märkte.
Im Jahr 2020 übernahm ICIS den auf Chemie-Preisdaten und Marktinformationen spezialisierten US-Anbieter 'CDI'. Damit baut ICIS seine starke Stellung im Chemiesektor mit Kunden in etwa 130 Märkten aus. 90 % der globalen Top-Chemieunternehmen nutzen laut Eigenangaben die Dienste von ICIS.